# Don Hollenbeck
Don Hollenbeck, né le 30 mars 1905 et mort le 22 juin 1954, fut un journaliste de CBS et un collaborateur de Edward R. Murrow et Fred Friendly.
Il se donna la mort à la suite des fréquentes attaques dont il était l'objet, notamment par Jack O'Brian, journaliste au New York Journal American et supporter de Joseph McCarthy.
Cet épisode de vie est relaté très fidèlement dans le film Good Night and Good Luck, de George Clooney.